# Lijst van cultureel erfgoed in Košice - Staré Mesto (Stredné Mesto, N - Z)
Dit is een (onvolledige) lijst van cultureel erfgoed in het centrum  (Stredné Mesto) van Košice (okres Košice I).
Stredné Mesto is de centrale wijk binnen het stadsdeel Staré Mesto, in de Slowaakse stad Košice.
Deze lijst is gebaseerd op de opsomming die gepubliceerd werd op de website van het Bureau voor monumenten van de Slowaakse Republiek (PÚSR).
De lijst is in vier artikelen  onderverdeeld:
- straatnamen beginnend met de letters A - G,
- straatnamen beginnend met de letter H,
- straatnamen beginnend met de letters K - M,
- straatnamen beginnend met de letters N - Z.

Onderhavige sectie bevat de straten waarvan de naam begint met de letters N - Z.

## Cultureel erfgoed
| Afbeelding                   | Adres & coördinaten                      | Object | Plaatselijke benaming                                                                                      |
| ---------------------------- | ---------------------------------------- | --- | --- |
|                              | Orlia ulica 4. Locatie.                  | Appartementsgebouw. Rijhuis. ID 802-3476/0. | Dom bytový. Radový.                                                                                        |
|                              | Orlia ulica 6. Locatie.                  | Burgerwoning. Rijhuis. ID 802-3477/0. | Dom meštiansky. Radový.                                                                                    |
|                              | Orlia ulica 11. Locatie.                 | Burgerwoning. Rijhuis. ID 802-3479/0. | Dom meštiansky. Radový.                                                                                    |
|                              | Osloboditeľov námestie. Locatie.         | Overblijfselen van het bastion op het Osloboditeľov-plein. ID 802-11689/0                                                                                            | Kamenný múr pevnosti bastiónovej.                                                                          |
|                              | Osloboditeľov námestie. Locatie.         | Monument voor de Russische soldaten (Tweede Wereldoorlog). ID 802-1326/0.                                                                                            | Pomník padlým vojakom.                                                                                     |
|                              | Osloboditeľov námestie. Locatie.         | Monument voor het graf van de onbekende soldaat. ID 802-1330/0. | Hrob neznámeho vojaka.                                                                                     |
|                              | Palackého ulica 13. Locatie.             | Gedenkplaat met een buste ter nagedachtenis van Elo Šándor (°1896 - †1952), aan de woning waar hij leefde en werkte van 1926 tot 1933. ID 802-4587/0.                | Tabuľa pamätná s bustou: Elo Šándor (°1896 - †1952).                                                       |
|                              | Podtatranského ulica 2. Locatie.         | Appartementsgebouw. ID 802-3666/2. | Dom bytový.                                                                                                |
|                              | Poštová ulica 3 & 5. Locatie.            | Herenhuizen. Rijhuizen. ID 802-3564/0 & 802-3565/0. | Dom meštiansky. Radový.                                                                                    |
|                              | Poštová ulica 6 & 8. Locatie.            | Appartementsgebouwen. ID 802-3567/0. | Dom bytový.                                                                                                |
|                              | Poštová ulica 7. Locatie.                | Herenhuis. Hoekhuis. ID 802-3566/0. | Dom meštiansky. Nárožný.                                                                                   |
|                              | Poštová ulica 9. Locatie.                | Gymnasium. Hoekgebouw. ID 802-3568/1. | Gymnázium. Nárožný.                                                                                        |
|                              | Poštová ulica 9. Locatie.                | Gedenkplaat aan het gymnasium, ter nagedachtenis aan Myskovszký Viktor (°1838 - †1909) (bezieler van monumentenzorg in Hongarije, docent). ID 802-3568/2.            | Tabuľa pamätná: Myskovszký Viktor (°1838 - †1909). Pamiatkovej starostlivosti, pedagóg.                    |
|                              | Poštová ulica 11. Locatie.               | Appartementsgebouw aan een straathoek. ID 802-3653/0. | Dom bytový. Nárožný.                                                                                       |
|                              | Poštová ulica 13. Locatie.               | Appartementsgebouw. Rijhuis. ID 802-3654/1. | Dom bytový. Radový.                                                                                        |
|                              | Poštová ulica 14. Locatie.               | Administratief gebouw. Hoekgebouw. ID 802-3569/0. | Budova administratívna. Radový.                                                                            |
|                              | Poštová ulica 15. Locatie.               | Overblijfsel van een bastion (buitenste kring). ID 802-1049/20. | Tupý bastión (vonkajší okruh).                                                                             |
|                              | Poštová ulica 15. Locatie.               | Appartementsgebouw. Rijhuis. ID 802-3570/0. | Dom bytový. Radový.                                                                                        |
|                              | Poštová ulica 18. Locatie.               | Gebouw van de Slowaakse Posterijen. ID 802-1182/1. | Slovenská pošta.                                                                                           |
|                              | Poštová ulica 18. Locatie.               | Administratief gebouw van de Posterijen. ID 802-1182/2. | Budova administratívna. Riaditeľstvo pôšt.                                                                 |
|                              | Poštová ulica 18. Locatie.               | Administratief gebouw van de Posterijen. ID 802-1182/3. | Budova administratívna. Riaditeľstvo pôšt.                                                                 |
|                              | Pri Miklušovej väznici 1. Locatie.       | Herenhuis. Rijhuis. ID 802-3505/0. | Dom meštiansky. Radový.                                                                                    |
|                              | Pri Miklušovej väznici 2. Locatie.       | Herenhuis. Rijhuis. ID 802-3506/0. | Dom meštiansky. Radový.                                                                                    |
|                              | Pri Miklušovej väznici 3. Locatie.       | Herenhuis. Rijhuis. ID 802-3507/0. | Dom meštiansky. Radový.                                                                                    |
|                              | Pri Miklušovej väznici 6. Locatie.       | Herenhuis. Hoekhuis. ID 802-3508/0. | Dom meštiansky. Nárožný.                                                                                   |
|                              | Pri Miklušovej väznici 8. Locatie.       | Herenhuis van de Slowaakse Jachtvereniging. Rijhuis. ID 802-3509/0.                                                                                                  | Dom meštiansky. Radový. Slovenský poľovnícky zväz.                                                         |
|                              | Pri Miklušovej väznici 10. Locatie.      | Voormalige gevangenis van Mikluš. Thans gevangenismuseum. ID 802-3510/0.                                                                                             | Bývalá mestská väznica. Teraz väzenské múzeum.                                                             |
|                              | Pribinova ulica 2. Locatie.              | Multifunctioneel gebouw. Hoekgebouw. Fitnesscentrum. ID 802-11245/0.                                                                                                 | Dom polyfunkčný. Nárožný. Poisťovňa.                                                                       |
|                              | Protifašistických bojovníkov 1. Locatie. | Hotel. Hoekgebouw. Rijhuis. ID 802-3511/0. | Hotel. Nárožný.                                                                                            |
|                              | Protifašistických bojovníkov 3. Locatie. | Appartementsgebouw. Rijhuis. ID 802-3512/0. | Dom bytový. Radový.                                                                                        |
|                              | Protifašistických bojovníkov 5. Locatie. | Ziekenhuisgebouw. ID 802-3673/0. | Nemocnica.                                                                                                 |
|                              | Protifašistických bojovníkov 7. Locatie. | Appartementsgebouw. Rijhuis. ID 802-1322/1. | Dom bytový. Radový.                                                                                        |
|                              | Puškinova ulica. Locatie.                | Nieuwe orthodoxe synagoge. ID 802-1135/1. | Nová ortodoxná synagóga.                                                                                   |
|                              | Puškinova ulica 1. Locatie.              | Appartementsgebouw. Rijhuis. ID 802-3502/2. | Dom bytový. Radový.                                                                                        |
| Geen afbeelding beschikbaar. | Puškinova ulica 3. Locatie.              | Vestingswal (buitenste kring van de muren). ID 802-1049/13. | Múr hradbový (vonkajší okruh hradieb).                                                                     |
|                              | Puškinova ulica 3. Locatie.              | School. ID 802-1135/2. | Škola. |
|                              | Puškinova ulica 4. Locatie.              | Appartementsgebouw. Hoekhuis. ID 802-3674/0. | Dom bytový. Nárožný.                                                                                       |
|                              | Puškinova ulica 5. Locatie.              | Appartementsgebouw. Rijhuis. ID 802-3515/0. | Dom bytový. Radový.                                                                                        |
|                              | Puškinova ulica 6. Locatie.              | Appartementsgebouw. Rijhuis. ID 802-3675/0. | Dom bytový. Radový.                                                                                        |
|                              | Puškinova ulica 8. Locatie.              | Appartementsgebouw. Rijhuis. ID 802-1322/2. | Dom bytový. Radový.                                                                                        |
|                              | Rooseweltova ulica 1. Locatie.           | Casino. ID 802-3516/0. | Kasino. |
|                              | Rooseweltova ulica 2. Locatie.           | Appartementsgebouw. Hoekhuis. ID 802-3426/0. | Dom bytový. Nárožný.                                                                                       |
|                              | Rooseweltova ulica 3. Locatie.           | Appartementsgebouw. Rijhuis. ID 802-3517/0. | Dom bytový. Radový.                                                                                        |
|                              | Rooseweltova ulica 4. Locatie.           | Appartementsgebouw. Rijhuis. ID 802-3518/0. | Dom bytový. Radový.                                                                                        |
|                              | Rooseweltova ulica 6. Locatie.           | Herenhuis. Rijhuis. ID 802-3519/0. | Dom meštiansky. Radový.                                                                                    |
|                              | Rooseweltova ulica 8. Locatie.           | Appartementsgebouw. Hoekhuis. ID 802-3520/0. | Dom bytový. Nárožný.                                                                                       |
|                              | Rooseweltova ulica 9. Locatie.           | Alleenstaande conciërgewoning. ID 802-11254/2. | Vrátnica, solitér.                                                                                         |
|                              | Rooseweltova ulica 10. Locatie.          | Bankgebouw aan een straathoek. ID 802-3521/0. | Banka. Nárožná.                                                                                            |
|                              | Rooseweltova ulica 12. Locatie.          | Appartementsgebouw. Rijhuis. ID 802-3522/0. | Dom bytový. Radový.                                                                                        |
|                              | Rooseweltova ulica 14 & 16. Locatie.     | Appartementshuizen in spiegelbeeld. Rijhuizen. ID 802-3523/0. | Dom bytový. Kanonické domy. Radový.                                                                        |
|                              | Rooseweltova ulica 18. Locatie.          | Appartementsgebouw. Rijhuis. ID 802-3524/0. | Dom bytový. Radový.                                                                                        |
|                              | Rooseweltova ulica 20. Locatie.          | Appartementsgebouw. Rijhuis. ID 802-3525/0. | Dom bytový. Radový.                                                                                        |
|                              | Rooseweltova ulica 22. Locatie.          | Appartementsgebouw. Rijwoning. ID 802-3526/0. | Dom bytový. Radový.                                                                                        |
|                              | Rooseweltova ulica 24. Locatie.          | Appartementsgebouw. Rijwoning. Makranské-huis. ID 802-3527/0. | Dom bytový. Radový. Makranského dom.                                                                       |
|                              | Senný trh 1. Locatie.                    | Alleenstaand hospitaalgebouw. ID 802-11254/1. | Nemocnica. Solitér.                                                                                        |
|                              | Senný trh. Locatie.                      | Parkje bij de Houtmarkt. ID 802-11254/4. | Park na Drevnom trhu.                                                                                      |
|                              | Staničné námestie 5. Locatie.            | Landschapsarchitectuur, inkomgebouw en zwembaden. ID 802-1137/1. | Budova vstupná s tribúnou. Úprava sadovnícka. Bazény.                                                      |
|                              | Stará Baštová ulica 2, 4 & 6. Locatie.   | Appartementsgebouw. Hoekgebouw. ID 802-3666/3. | Dom bytový. Nárožný.                                                                                       |
|                              | Stará Baštová ulica 1 & 3. Locatie.      | Appartementsgebouwen. Woonst voor ambtenaren. ID 802-3667/4. | Dom bytový. Byty štátnych zamestnancov.                                                                    |
|                              | Stará Baštová ulica 5 & 7. Locatie.      | Appartementsgebouwen. Woonst voor ambtenaren. ID 802-3667/5. | Dom bytový. Byty štátnych zamestnancov.                                                                    |
|                              | Stará Baštová ulica 9. Locatie.          | Appartementsgebouw. Woonst voor ambtenaren. ID 802-3667/6. | Dom bytový. Byty štátnych zamestnancov.                                                                    |
|                              | Šrobárova ulica 1. Locatie.              | Alleenstaand schoolgebouw. Gymnasium. ID 802-1217/0. | Škola. Gymnazium. Solitér.                                                                                 |
|                              | Šrobárova ulica 2. Locatie.              | Administratief gebouw. ID 802-1216/0. | Budova administratívna.                                                                                    |
|                              | Štefánikova ulica 4. Locatie.            | Gedenkplaat (1928) ter nagedachtenis van de schrijver Rehor Uram Podtatranský (°1846 - †1924).                                                                       | Tabuľa pamätná: Uram-Podtatranský Rehor (°1846 – †1924). ID 802-1334/2.                                    |
|                              | Štefánikova ulica 4 & 6. Locatie.        | Appartementsgebouw aan de straathoek. ID 802-1334/1. | Dom bytový. Nárožný.                                                                                       |
|                              | Štefánikova ulica 8. Locatie.            | Gedenkplaat ter nagedachtenis van Anton Prídavok (°1904 - †1945) die hier woonde en werkte vanaf 1920 tot 1938. ID 802-3667/7.                                       | Tabuľa pamätná: Anton Prídavok (°1904 - †1945). Básnik.                                                    |
|                              | Štefánikova ulica 8 & 10. Locatie.       | Appartementsgebouw. Hoekhuis. Staatswoningen voor ambtenaren. ID 802-3667/1.                                                                                         | Dom bytový. Nárožný. Byty štátnych zamestnancov.                                                           |
|                              | Štefánikova ulica 12 & 14. Locatie.      | Appartementsgebouw. Hoekhuis. Staatswoningen voor ambtenaren. ID 802-3667/2.                                                                                         | Dom bytový. Nárožný. Byty štátnych zamestnancov.                                                           |
|                              | Štefánikova ulica 16. Locatie.           | Appartementsgebouw. Woning met doorgang. Staatswoningen voor ambtenaren. ID 802-3667/3.                                                                              | Dom bytový. Prejazdový. Byty štátnych zamestnancov.                                                        |
|                              | Štefánikova ulica 20. Locatie.           | Appartementsgebouw. Rijhuis. ID 802-3678/0. | Dom bytový. Radový.                                                                                        |
|                              | Štefánikova ulica 22. Locatie.           | Appartementsgebouw. Rijhuis. ID 802-3626/0. | Dom bytový. Radový.                                                                                        |
|                              | Štefánikova ulica 24. Locatie.           | Appartementsgebouw. Rijhuis. ID 802-3627/0. | Dom bytový. Radový.                                                                                        |
|                              | Štefánikova ulica 26. Locatie.           | Appartementsgebouw. Rijhuis. ID 802-3628/0. | Dom bytový. Radový.                                                                                        |
|                              | Štefánikova ulica 28. Locatie.           | Herenhuis. Rijhuis. ID 802-3629/0. | Dom meštiansky. Radový.                                                                                    |
|                              | Štefánikova ulica 30. Locatie.           | Appartementsgebouw. Rijhuis. ID 802-3630/0. | Dom bytový. Radový.                                                                                        |
|                              | Štefánikova ulica 32. Locatie.           | Appartementsgebouw. Hoekhuis. ID 802-3631/0. | Dom bytový. Nárožný.                                                                                       |
|                              | Štefánikova ulica 38. Locatie.           | Appartementsgebouw. Rijhuis. ID 802-3632/0. | Dom bytový. Radový.                                                                                        |
|                              | Štefánikova ulica 40. Locatie.           | Appartementsgebouw. Rijhuis. ID 802-3633/0. | Dom bytový. Radový.                                                                                        |
|                              | Štefánikova ulica 42. Locatie.           | Appartementsgebouw. Rijhuis. ID 802-3634/0. | Dom bytový. Radový.                                                                                        |
|                              | Štefánikova ulica 44. Locatie.           | Appartementsgebouw. Rijhuis. ID 802-3635/0. | Dom bytový. Radový.                                                                                        |
|                              | Štefánikova ulica 60. Locatie.           | Vestingsmuur. Buitenste kring van de wallen. ID 802-1049/4. | Múr hradbový. Vonkajší okruh hradieb.                                                                      |
|                              | Štúrova ulica 9. Locatie.                | Appartementsgebouw. Rijhuis. ID 802-3642/0. | Dom bytový. Radový.                                                                                        |
|                              | Štúrova ulica 11. Locatie.               | Appartementsgebouw. Rijhuis. ID 802-3643/0. | Dom bytový. Radový.                                                                                        |
|                              | Štúrova ulica 13. Locatie.               | Appartementsgebouw. Rijhuis. ID 802-3644/0. | Dom bytový. Radový.                                                                                        |
|                              | Štúrova ulica 15. Locatie.               | Appartementsgebouw. Rijhuis. ID 802-3645/0. | Dom bytový. Radový.                                                                                        |
|                              | Štúrova ulica 17. Locatie.               | Appartementsgebouw. Hoekhuis. ID 802-3646/0. | Dom bytový. Nárožný.                                                                                       |
|                              | Štúrova ulica 19. Locatie.               | Appartementsgebouw. Hoekhuis. ID 802-3647/0. | Dom bytový. Nárožný.                                                                                       |
|                              | Štúrova ulica 21. Locatie.               | Appartementsgebouw. Rijhuis. ID 802-3648/0. | Dom bytový. Radový.                                                                                        |
|                              | Štúrova ulica 23. Locatie.               | Herenhuis. Rijhuis. ID 802-3649/0. | Dom meštiansky. Radový.                                                                                    |
|                              | Štúrova ulica 25. Locatie.               | Herenhuis. Hoekhuis. ID 802-3650/0. | Dom meštiansky. Nárožný.                                                                                   |
|                              | Tajovského ulica 1. Locatie.             | Appartementsgebouw. Rijhuis. ID 802-4614/0. | Dom bytový. Radový.                                                                                        |
|                              | Tajovského ulica 3. Locatie.             | Appartementsgebouw. Rijhuis. ID 802-4615/0. | Dom bytový. Radový.                                                                                        |
|                              | Tajovského ulica 4. Locatie.             | Appartementsgebouw. Rijhuis. Poppentheater. ID 802-3597/0. | Dom bytový. Radový. Bábkové divadlo.                                                                       |
|                              | Tajovského ulica 5 & 7. Locatie.         | Appartementsgebouw. Rijwoning. ID 802-4616/0. | Dom bytový. Radový.                                                                                        |
|                              | Tajovského ulica 9. Locatie.             | Appartementsgebouw. Hoekhuis. ID 802-4617/0. | Dom bytový. Nárožný.                                                                                       |
|                              | Tajovského ulica 12. Locatie.            | Appartementsgebouw. Rijhuis. ID 802-11439/0. | Dom bytový. Radový.                                                                                        |
|                              | Tajovského ulica 15. Locatie.            | School met doorgang. ID 802-3598/0. | Škola. Prejazdový.                                                                                         |
|                              | Továrenská ulica 3. Locatie.             | Overblijfselen van een bastion. ID 802-1049/1 & 802-1049/2. | Zvyšky bašty.                                                                                              |
|                              | Továrenská ulica 3. Locatie.             | Overblijfsel van een grachtmuur (vesting). ID 802-1049/3. | Múr priekopový (bastión).                                                                                  |
|                              | Vodná ulica 1. Locatie.                  | Appartementsgebouw. Rijhuis. ID 802-3637/0. | Dom bytový. Radový.                                                                                        |
|                              | Vodná ulica 2. Locatie.                  | Appartementsgebouw. Hoekhuis. ID 802-3467/0. | Dom bytový. Nárožný.                                                                                       |
|                              | Vodná ulica 3. Locatie.                  | Herenhuis. Rijhuis. ID 802-3638/0. | Dom meštiansky. Radový.                                                                                    |
|                              | Vodná ulica 5. Locatie.                  | Appartementsgebouw. Rijhuis. ID 802-3639/0. | Dom bytový. Radový.                                                                                        |
|                              | Vodná ulica 6 & 8. Locatie.              | Appartementsgebouw. Rijhuis. ID 802-3640/0 & 802-3641/0. | Dom bytový. Radový.                                                                                        |
|                              | Vrátna ulica 3. Locatie.                 | Appartementsgebouw. Hoekhuis. ID 802-3600/0. | Dom bytový. Nárožný.                                                                                       |
|                              | Vrátna ulica 8. Locatie.                 | Burgerwoning. Rijhuis. ID 802-3601/0. | Dom meštiansky. Radový.                                                                                    |
|                              | Vrátna ulica 10. Locatie.                | Herenhuis. Rijhuis. ID 802-3602/0. | Dom meštiansky. Radový.                                                                                    |
|                              | Vrátna ulica 12. Locatie.                | Burgerwoning. Rijhuis. ID 802-3603/0. | Dom meštiansky. Radový.                                                                                    |
|                              | Vrátna ulica 14. Locatie.                | Burgerwoning. Rijhuis. ID 802-3604/0. | Dom meštiansky. Radový.                                                                                    |
|                              | Vrátna ulica 16. Locatie.                | Burgerwoning. Rijhuis. ID 802-3605/0. | Dom meštiansky. Radový.                                                                                    |
|                              | Zámočnícka ulica 4. Locatie.             | Herenhuis. Rijhuis. ID 802-3606/0. | Dom meštiansky. Radový.                                                                                    |
|                              | Zámočnícka ulica 6. Locatie.             | Herenhuis. Rijhuis. ID 802-1190/0. | Dom meštiansky. Radový.                                                                                    |
|                              | Zámočnícka ulica 8. Locatie.             | Herenhuis. Rijhuis. ID 802-1191/0. | Dom meštiansky. Radový.                                                                                    |
|                              | Zámočnícka ulica 10. Locatie.            | Herenhuis. Rijhuis. ID 802-1192/0. | Dom meštiansky. Radový.                                                                                    |
|                              | Zámočnícka ulica 12. Locatie.            | Herenhuis. Rijhuis. ID 802-1193/0. | Dom meštiansky. Radový.                                                                                    |
|                              | Zámočnícka ulica 14 & 16. Locatie.       | Herenhuis. Rijhuis. ID 802-1194/0 & 3607/0. | Dom meštiansky. Radový.                                                                                    |
|                              | Zbrojničná ulica 4. Locatie.             | Herdenkingsplaten met buste, ter nagedachtenis van de schilders Csordák Ľudovít (°1864 - †1937) en Halász-Hradil Elemír (°1873 - †1948). ID 802-4583/1 & 802-4583/2. | Tabuľa pamätná s bustou: Csordák Ľudovít (°1864 - †1937) & Halász-Hradil Elemír (°1873 - †1948) (maliari). |
|                              | Zbrojničná ulica 6. Locatie.             | Appartementsgebouw. Hoekhuis. ID 802-3608/0. | Dom bytový. Nárožný.                                                                                       |
|                              | Zbrojničná ulica 8. Locatie.             | Burgerwoning. Hoekhuis. ID 802-3609/0. | Dom meštiansky. Nárožný.                                                                                   |
|                              | Zbrojničná ulica 14. Locatie.            | Herenhuis. Hoekhuis. ID 802-3655/0. | Dom meštiansky. Nárožný.                                                                                   |
|                              | Zvonárska ulica 1. Locatie.              | Appartementsgebouw. Rijhuis. ID 802-1196/2. | Dom bytový. Radový.                                                                                        |
|                              | Zvonárska ulica 3. Locatie.              | Herenhuis. Rijhuis. ID 802-3610/0. | Dom meštiansky. Radový.                                                                                    |
|                              | Zvonárska ulica 4. Locatie.              | Herenhuis. Rijhuis. ID 802-3611/0. | Dom meštiansky. Radový.                                                                                    |
|                              | Zvonárska ulica 5. Locatie.              | Appartementsgebouw. Rijhuis. ID 802-3612/0. | Dom bytový. Radový.                                                                                        |
|                              | Zvonárska ulica 7. Locatie.              | Multifunctioneel gebouw. ID 802-3613/0. | Dom polyfunkčný.                                                                                           |
|                              | Zvonárska ulica 7. Locatie.              | Synagoge. ID 802-3020/0. | Synagóga.                                                                                                  |
|                              | Zvonárska ulica 9. Locatie.              | Appartementsgebouw. Rijhuis. ID 802-3614/0. | Dom bytový. Radový.                                                                                        |
|                              | Zvonárska ulica 11. Locatie.             | Herenhuis. Rijhuis. ID 802-3615/0. | Dom meštiansky. Radový.                                                                                    |
|                              | Zvonárska ulica 12. Locatie.             | Herenhuis. Rijhuis. ID 802-3616/0. | Dom meštiansky. Radový.                                                                                    |
|                              | Zvonárska ulica 13. Locatie.             | Herenhuis. Rijhuis. ID 802-3617/0. | Dom meštiansky. Radový.                                                                                    |
|                              | Zvonárska ulica 21. Locatie.             | Appartementsgebouw. Rijhuis. ID 802-3618/0. | Dom bytový. Radový.                                                                                        |
| Geen afbeelding beschikbaar. | Zvonárska ulica 23. Locatie.             | Vestingsmuur. Buitenste kring van de omwalling. ID 802-1049/12. | Múr hradbový. Vonkajší okruh hradieb.                                                                      |
|                              | Zvonárska ulica 23. Locatie.             | Herenhuis. Rijhuis. ID 802-3619/0. | Dom meštiansky. Radový.                                                                                    |